# Laïkó
Il laïkó (λαϊκό τραγούδι, plurale: laïká, λαϊκά τραγούδια) è un genere musicale sorto in Grecia nel XX secolo. Dominò la scena popolare greca tra gli anni 1950 e 1960 grazie ad artisti quali Stelios Kazantzidis, Stratos Dionisiou e Giorgos Zambetas.

## Stile e tematiche
Come nel rebetiko, una delle caratteristiche stilistiche più importanti che lo contraddistingue dalla musica dimotika (il più noto e antico filone folkloristico della musica greca) è l'utilizzo del bouzouki. Tuttavia, a differenza del rebetiko (nettamente influenzato dalla cultura anatolica e le cui tematiche erano incentrate soprattutto sui problemi delle infime classi sociali), il laïkó si propone di recuperare le caratteristiche migliori dell
Con l'espressione "laïkó classico" ci si riferisce al primo periodo della musica laïká, dalla sua nascita(xx secolo) fino agli ultimi anni(1970).
Autori
- Vassilis Tsitsanis
- Manolis Chiotis
- Giorgos Zambetas
- Akis Panou
- Mimis Plessas
- Mikīs Theodōrakīs
- Stavros Kouyioumtzis
- Apostolos Kaldaras
- Lefteris Papadopoulos (paroliere)
- Pythagoras Papastamatiou (paroliere)

Artisti
- Grīgorīs Mpithikōtsīs
- Stratos Dionysiou
- Panos Gavalas
- Stelios Kazantzidis
- Stamatis Kokotas
- Marinella
- Dimitris Mitropanos
- Vicky Moscholiou
- Rita Sakellariou
- Tolis Voskopoulos
- Helena Paparizou

## Laïkó moderno
Con l'espressione "laïkó moderno" (o "laïkó contemporaneo", o "laïkó-pop") ci si riferisce al secondo periodo della musica laïká, che parte dall'inizio degli anni 1980. Col passare del tempo, la musica laïká contemporanea ha subito notevoli influenze dalla musica occidentale, in particolare dagli stili pop, dance e rock. Tuttora il laïkó moderno è uno degli stili più di successo della musica mainstream greca.
Artisti
- Eleutheria Arvanitakī
- Anna Vissi
- Alekos Chrysovergis (compositore)
- Angela Dimitriou
- Glykeria
- Antonis Remos
- Nikos Vertis
- Notis Sfakianakis
- Kostas Makedonas

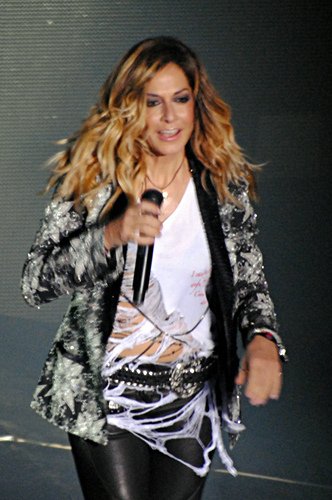
Anna Vissi

- Christos Nikolopoulos (compositore)
- Vasilis Karras
- Yiannis Parios
- Thanos Petrelis
- Giannis Ploutarhos
- Giorgos Mazonakis
- Paschalis Terzis
- Natasa Theodōridou
- Despoina Vandī
- Eleni Foureira
- Gianna Terzī